# Bjás
Bjás, Biás nebo Beas (hindsky ब्यास, Byāsa, paňdžábsky ਬਿਆਸ, Biāsa, anglicky Beas River, sanskrtem विपाशा, Vipāśā) je řeka v severozápadní Indii.
Antičtí Řekové řeku nazývali Hypathos (Hyfasis) a byla pro ně nejvýchodnějším místem, kam na svých tažení dosáhl Alexandr Veliký.

## Průběh toku
Pramení ve státě Himáčalpradéš na jižních svazích pohoří Pír Pandžál, kde vytéká z posvátného jezera Bjáskund v nadmořské výšce 3694 m. Údolím Solang přitéká do města Manáli, důležité zastávky na trase k průsmyku Rohtang a přes údolí Čanábu dále do Ladaku. Od Manáli k jihu vede tato cesta právě údolím Bjásu. Řeka protéká okresním městem Kullú, stáčí se k západu a u průlomu himálajským předhůřím Siválik napájí údolní nádrž Pong. Poté vtéká do nížin Paňdžábu, stáčí se k jihu a u Harike na rozhraní okresů Amritsar, Kapúrthala a Firózpur se vlévá zprava do Satladže.

## Historie
Řeka Bjás označuje východní hranici Alexandrovy velké dobyvatelské výpravy v roce 326 př. n. l. Byla jednou z řek, které způsobily problémy při Alexandrově invazi do Indie. Jeho vojáci se zde vzbouřili a odmítli jít dále. Alexandr se zde na tři dny uzavřel ve svém stanu, když jeho muži nezměnili své rozhodnutí, ustoupil a vztyčil zde dvanáct obrovských oltářů, aby označil hranici svého výboje. Založil zde město Alexandria Hyfasis.
V roce 2018 vydatné deště rozbouřily řeku Bjás, která zničila řadu budov ve městě Manáli a smetla zaparkovaný autobus. Nedošlo k žádnému zranění.
Během monzunu v roce 2023 způsobilo zaplavení Bjásu značné škody v indickém státě Himáčalpradéš. Škody byly odhadnuty na miliardu dolarů, zemřelo více než 400 lidí.